# Форостецький Василь Федорович
Васи́ль Фе́дорович Форосте́цький (31 грудня 1912 (13 січня 1913), Скадовськ, нині — Херсонської області — 21 січня 1981, Запоріжжя) — український графік, живописець і скульптор.

## Біографічні дані
1940 року закінчив Київський художній інститут (нині Національна академія образотворчого мистецтва і архітектури).
У 1945—1955 роках — викладач Українського поліграфічного інституту ім. Івана Федорова.
Працював у галузі плаката, станкового живопису, станкової та книжкової графіки.
Син Володимир теж став художником.

## Твори
Акварелі:
- «Дзвіниця Вірменської катедри у Львові»,
- «Осінь» (1943),
- «Бориславські нафтопромисли» (1947),
- серія ліногравюр до альбому «Першодрукар Іван Федоров» (1949),
- «Тарасове дитинство» (1963);
- оформлення книги «Українські народні казки та байки» (1962).

Скульптура:
- «Воїн з прапором» (1945; меморіальний комплекс «Пагорб Слави» у Львові)[1].